# Theta Arietis
Theta Arietis (22 Arietis) é uma estrela na direção da constelação de Aries. Possui uma ascensão reta de 02h 18m 07.55s e uma declinação de +19° 54′ 04.2″. Sua magnitude aparente é igual a 5.58. Considerando sua distância de 387 anos-luz em relação à Terra, sua magnitude absoluta é igual a 0.21. Pertence à classe espectral A1Vn.